# Oneohtrix Point Never
Daniel Lopatin (25 de julio de 1982), conocido bajo el alias de grabación Oneohtrix Point Never, es un músico experimental estadounidense, compositor, y productor radicado en Brooklyn. Empezó a publicar trabajos de música electrónica bajo el sobrenombre "OPN" en 2007, y recibió reconocimiento en 2009 por la álbum recopilatorio Rifts. En años subsiguientes, lanzó álbumes como Replica (2011) y R Plus Seven (2013) que ganaron elogios de la crítica y firmó con el sello discográfico británico Warp, entre tanto participó en un número de proyectos alternos, colaboraciones, y bandas sonoras.

## Biografía

### Orígenes
Nacido en Wayland, Massachusetts, y criado en Winthrop, Massachusetts, Lopatin es el hijo de emigrantes rusos de la Unión Soviética, ambos con experiencia en el campo de la música. Algunos de sus primeros experimentos con música electrónica fueron inspirados por la de cintas de jazz fusión de su padre y su sintetizador Roland Juno-60, un instrumento que Lopatin ha usado desde entonces, de manera extensiva, en el estudio y en el escenario. Lopatin estudió en la Universidad de Hampshire en Massachusetts antes de mudarse a Brooklyn, Nueva York para acudir al Instituto Pratt, para estudiar ciencia archivística. Durante aquel tiempo, se involucró en la escena alternativa de música noise de Brooklyn.

### 2007-12: carrera temprana
Lopatin inicialmente lanzó su música bajo un número de nombres y como parte de varios grupos, incluyendo Infinity Window y Astronaut, antes de adoptar el seudónimo Oneohtrix Point Never (un juego verbal relacionado con la estación de radio de Boston FM Magic 106.7). Las primeras grabaciones de OPN fueron influenciadas por la música sintetizada, los tropos comunes de la música New Age, y la música noise contemporánea. Lopatin publicó una serie de proyectos en casete y CD-R intercaladamente con una trilogía de álbumes de larga duración: Octagon (2007), Zones Without People (2009) y Russian Mind (2009). Una parte significativa de este material fue recopilado eventualmente en el álbum de 2009, Rifts, el cual le granjeó el clamor internacional; fue nombrado el segundo mejor álbum de 2009 por la revista musical británica The Wire. También en 2009, Lopatin lanzó el proyecto audiovisual Memory Vague, el cual incluyó el video que aumentó su notoriedad en YouTube, Nobody Here. En junio de 2010, Lopatin continuó su carrera con su debut en un sello discográfico reconocido, al lanzar Returnal, bajo Ediciones Mego, recibiendo una recepción crítica positiva. En el mismo año, publicó el influyente casete de edición limitada Chuck Person's Eccojams Vol. 1 y formó el dúo Games (que luego sería rebautizado Ford & Lopatin) con su amigo de la niñez, Joel Ford.
Su siguiente álbum, Replica, fue lanzado en 2011 por su recientemente fundado sello, Software Recording. Recibiría nuevos elogios de la crítica con este trabajo, en el que desarrolló un estilo musical basado en el sampling de anuncios comerciales de las décadas de 1970 y 1990. Aquel año, Lopatin participó en el álbum colaborativo FRKWYS Vol. 7 con los músicos David Borden, James Ferraro, Samuel Godin y Laurel Halo como parte de una serie de lanzamientos para el sello RVNG. También en 2011, el dúo Ford & Lopatin publicó Channel Pressure y OPN fue elegido para presentarse en el festival All Tomorrow's Parties. También en 2011, Lopatin y la artista visual Nate Boyce colaboraron en la instalación de performance Reliquary House; la música de este proyecto más tarde sería publicada en el LP Music for Reliquary House/In 1980 I Was a Blue Square en el cual también participó el músico René Hell. En 2012, Lopatin colaboró con Tim Hecker en el álbum  Instrumental Tourist y lanzó su proyecto compartido con René Hell bajo el sello NNA Tapes.

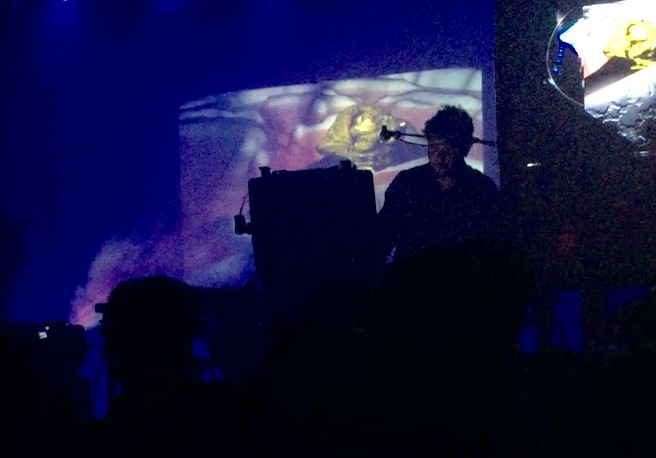
OPN Actuando en Nueva York en 2016, con visuals por Nate Boyce.

### 2013-presente: Warp Records
En 2013, Lopatin firmó con Warp Records. Su debut en la discográfica, R Plus Seven, fue publicado el 30 de septiembre de 2013, recibiendo una positiva recepción de la crítica. Lopatin colaboró con varios artistas en acompañamientos visuales, actuaciones en vivo, y proyectos de internet para el álbum, incluyendo a su colaborador frecuente Nate Boyce, Jon Rafman, Takeshi Murata, Jacob Ciocci, y John Michael Boling. También en 2013, Lopatin compuso su primera banda sonora, para la película de Sofía Coppola The Bling Ring (junto con Brian Reitzell). En 2013, Oneohtrix Point Never también participó en el evento Warp x Tate y le fue encargado crear una pieza inspirada en la instalación La Historia del Mundo de Jeremy Deller.
En 2014, Lopatin acompañó a Nine Inch Nails en su tour con Soundgarden como reemplazo de Death Grips. El 4 de octubre de 2014, Lopatin se presentó en una premier mundial y presentación en vivo de la banda sonora para La Rosa Magnética, película de anime lanzada en 1995 y dirigida por Koji Morimoto. El evento tuvo lugar en el Centro Jodrell Bank para la Astrofísica en Mánchester, Inglaterra, e incluyó a Anohni interpretando una versión de la canción de Oneohtrix Point Never "Returnal" así como trabajos audiovisuales de Nate Boyce, los cuáles han sido alojados por The Barbican en Londres, El Museo de Arte Moderno en Ciudad de Nueva York, y MoMA PS1 en Long Island City. En el mismo año, Oneohtrix Point Never lanzó Commissions I el día de la tienda de discos; la colección incluyó una interpretación de los "Preludios" de Lutoslawski bajo el título "Music for Steamed Rocks" para el evento polaco Icons at Sacrum Profanum. También incluyó "Meet Your Creator", pieza originalmente usada por la firma publicitaria Saatchi & Saatchi en la apertura de su "vitrina de nuevos directores" de 2012, así como una versión de "I Only Have Eyes for You". Participó en el álbum compilatorio Bleep: 10 con la pieza "Need". Posteriormente lanzó el álbum Comisiones II en 2015.
Lopatin presentó su segundo LP bajo Warp, Garden of Delete en noviembre de 2015 tras una campaña promocional enigmática. También compuso la banda sonora para la película de 2015, Partisan, dirigida por Ariel Kleiman. En 2016, Lopatin participó en el álbum del cantante británico Anohni, Hopelessness y en 2017 en el EP Paradise. También durante 2016, participó en el álbum Open Your Eyes del productor bostoniano de footwork DJ Earl. En el otoño de 2016, el Hammer Museum de la UCLA proyectó la serie de películas Ecco: The Videos of Oneohtrix Point Never and Related Works, dedicadas al trabajo visual de Lopatin y sus colaboradores. En enero de 2017, una colaboración entre Oneohtrix Point Never y FKA twigs fue confirmada. En 2017, Oneohtrix Point Never realizó la banda sonora para la película Good Time, dirigida por Ben y Josh Safdie. Ganó el Premio de Banda sonora en el Festival de cine de Cannes de 2017 por este trabajo, el cual incluyó una colaboración con el cantante Iggy Pop titulada "The Pure and the Damned".

## Discografía
Álbumes de estudio
- Betrayed in the Octagon (2007, Deception Island)
- Zones Without People (2009, Arbor)
- Russian Mind (2009, No Fun)
- Returnal (2010, Editions Mego)
- Replica (2011, Software/Mexican Summer)
- R Plus Seven (2013, Warp)
- Garden of Delete (2015, Warp)
- Good Time Original Motion Picture Soundtrack (2017, Warp)
- Age Of (2018, Warp)
- Uncut Gems Motion Picture Soundtrack (2019, Warp)
- Magic Oneohtrix Point Never (2020, Warp)
- Again (2023, Warp Records & E|M|C)